# Adam Lamberg
Adam Matthew Lamberg (New York, 14 settembre 1984) è un attore statunitense.
Recitò nel ruolo di David Gordon "Gordo" nella serie televisiva di Disney Channel Lizzie McGuire dal 2001 al 2004 e nel film Lizzie McGuire - Da liceale a popstar nel 2003.
Adam è nato a New York da Susan e Marc Lamberg, in una famiglia ebrea. Ha ricoperto il ruolo del figlio di Kirstie Alley nel film della ABC Radiant City e ha avuto una piccola parte in I'm Not Rappaport e Max Keeble's Big Movie. Nella miniserie televisiva della ABC Dead Man's Walk ha interpretato Willy Carey, mentre per la TNT ha ricoperto il ruolo di Tad Lincoln in The Day Lincoln Was Shot. Ha interpretato anche Macduff da giovane in Macbeth al teatro pubblico di New York con Angela Bassett e Alec Baldwin. Nell'aprile 2006 è uscito Pazzo pranzo di famiglia, in cui Adam ha interpretato Lionel. Mentre nel 2008 è uscito Beautiful Loser in cui Adam interpreta la parte di Reggie (il protagonista) da adolescente.
Si è laureato in Geografia presso l'Università di Berkeley in California e lavora a New York presso l'Irish Arts Center.

## Filmografia

### Cinema
- I'm Not Rappaport, regia di Herb Gardner (1996)
- Lonesome, regia di Elke Rosthal (2001)
- Max Keeble's Big Move, regia di Tim Hill (2001)
- Lizzie McGuire - Da liceale a popstar, regia di Jim Fall (2003)
- Pazzo pranzo di famiglia (When Do We Eat?), regia di Salvador Litvak (2005)
- Beautiful Loser, regia di John Nolte (2008)

### Film TV
- Radiant City, regia di Robert Allan Ackerman (1996)
- The Day Lincoln Was Shot, regia di Jim Bishop (1998)

### Cortometraggio
- The Pirates of Central Park, regia di Robert Farber (2001)

### Televisione
- Dead Man's Walk - serie TV, 1 episodio (1996)
- Lizzie McGuire - serie TV, 65 episodi (2001-2004)